# Martin Henderson
Pour les articles homonymes, voir Henderson.
Martin Henderson est un acteur néo-zélandais, né le 8 octobre 1974 à Auckland.

## Biographie

### Jeunesse et formation
Ses parents, Ian Henderson et Veronica Henderson, divorcent quand il a cinq ans. Il a également un frère. Il est d'origine écossaise, galloise et anglaise. Il va à l'école primaire de Birkenhead, puis fréquente le lycée Westlake Boys à Forrest Hill, Auckland où il joue au rugby avec l'équipe du lycée.
En Australie, où il a déménagé en 1995, il se lie d'amitié avec l'acteur Heath Ledger. Ils ont tous les deux déménagé à Sydney et ont commencé à vivre ensemble comme colocataires.

### Carrière
Martin Henderson débute à l'âge de treize ans, comme figurant dans la série télévisée Strangers, une production locale pour la télévision. De 1992 à 1995, il joue dans le drame Shortland Street, et y incarne le personnage de Stuart Neilson. Il tourne ensuite dans des productions australiennes ou néo-zélandaises, avant de partir en 1997, poursuivre sa carrière à Hollywood.
En 2002, il joue avec Naomi Watts dans le film d'horreur, Le Cercle.
En 2004, il a joué dans un clip Toxic de Britney Spears.
En 2005, il joue avec l'actrice Aishwarya Rai dans le film romantique Coup de foudre à Bollywood.
En 2006, il se tourne vers le théâtre et obtient d'élogieuses critiques pour son rôle dans la pièce jouée à Londres, Fool For Love avec Juliette Lewis.
En 2015, il apparaît dans le film d'aventure américano-islando-britannique, Everest réalisé par Baltasar Kormákur dans le rôle d'Andy « Harold » Harris (en). Il raconte la tragédie survenue sur l'Everest les 10 et 11 mai 1996, causant la mort de huit personnes dans deux expéditions menées par Rob Hall, interprété par Jason Clarke et Scott Fischer interprété par Jake Gyllenhaal, qui disparaissent également.
De fin 2015 à fin 2017, il incarne le Dr Nathan Riggs dans la série Grey's Anatomy, de la saison 12 à la saison 14.
En 2019, il obtient le rôle principal de Jack Sheridan dans la nouvelle série dramatique, Virgin River créée par Sue Tenney et basée sur la série de livres Virgin River de Robyn Carr (en), disponible depuis le 6 décembre 2019 sur Netflix avec Alexandra Breckenridge, Annette O'Toole et Tim Matheson.

### Vie personnelle
Au début des années 2000, il a vécu une histoire avec l'actrice française Bérénice Bejo pendant quelques années.
Depuis 2017, il sort avec Helen Randag, productrice, réalisatrice et scénariste.

## Filmographie

### Cinéma
- 1999 : Kick (en) : Tom Bradshaw
- 2002 : Le Cercle (The Ring) : Noah Clay
- 2002 : Windtalkers : Les Messagers du vent (Windtalkers) : Private Nellie
- 2003 : Skagerrak (en) : Ian / Ken
- 2004 : Perfect Opposites : Drew Curtis
- 2004 : Torque, la route s'enflamme (Torque) : Cary Ford
- 2004 : Coup de foudre à Bollywood (Bride & Prejudice) : William Darcy
- 2005 : Little Fish : Ray Robert Heart
- 2006 : Flyboys : Reed Cassidy
- 2006 : Mise à prix (Smokin' Aces) : Hol
- 2007 : Bataille à Seattle (Battle in Seattle) : Jay
- 2009 : Cedar Boys (en) : Mathew
- 2010 : Home by Christmas : Ed jeune
- 2013 : The Moment (en) : John / Peter
- 2013 : Les Trois Crimes de West Memphis : Brent Davis
- 2015 : Everest  : Andy « Harold » Harris (en)
- 2016 : Juveniles : Oliver
- 2016 : Hellbent : Jeb Dupre
- 2016 : Miracles du Ciel (Miracles from heaven)  : Kevin Beam
- 2018 : The Strangers: Prey at Night de Johannes Roberts : Mike
- 2018 : Juveniles de Nico Sabenorio : Oliver
- 2019 : Hellbent de Tjardus Greidanus : Jeb Dupre
- 2022 : X de Ti West : Wayne Gilroy

### Télévision
- 1989 : Strangers : Zane
- 1990 : Raider of the South Seas : Jack taylor
- 1990 : Betty's Bunch (en)
- 1992 : Shortland Street : Stuart Neilson
- 1995 : Echo Point (en) : Zac Brennan
- 1996 : Summer Bay : Geoff Thomas
- 1996 : Sweat : Tom Nash
- 1997-1999 : Big Sky (en) : Scotty Gibbs
- 2009 : Inside the Box : Jake Fischer
- 2009 : Dr House : Jeff
- 2011 : Reconstruction : Jason
- 2011 : Off the Map : Urgences au bout du monde : Ben Keeton
- 2012 : Rake : Joshua Floyd
- 2013 : Secret Lives of Husbands and Wive : Kyle Dunn
- 2013-2014 : Auckland Daze : Martin
- 2014 : Secrets and Lies : Ben Gundelach
- 2014-2015 : The Red Road : Harold Jensen (18 épisodes)
- 2015-2017 : Grey's Anatomy : Dr Nathan Riggs (saisons 12 à 14 - 48 épisodes)
- depuis 2019 : Virgin River : Jack Sheridan (rôle principal)
- 2020 : The Gloaming : Gareth McAvaney (saison 1)